# Ответен удар (1999)
Ответен удар (на английски: Backlash) е първото годишно pay-per-view събитие от поредицата Ответен удар, продуцирано от Световната федерация по кеч (WWF). Събитието се провежда на 25 април 1999 г. в Провидънс, Роуд Айлънд.

## Обща информация
Концепцията на PPV-то се основава на обратната реакция от водещото събитие на WWF – Кечмания. Като такова, основното събитие е реванш от Кечмания между Ледения Стив Остин и Скалата за Титлата на WWF - този път със специален гост-рефер, Шейн Макмеън.

## Резултати
| №                                         | Резултати                                                                                              | Правила                                                                            | Време |
| ----------------------------------------- | --- | ---------------------------------------------------------------------------------- | ----- |
| 1                                         | Министерството на Мрака (Брадшоу, Фарук и Мидеон) побеждават Потомството (Крисчън, Острието и Гангрел) | Шесторен отборен мач                                                               | 11:38 |
| 2                                         | Ал Сноу (с Главата) поб. Хардкор Холи (ш)                                                              | Хардкор мач за Хардкор титлата на WWF                                              | 15:27 |
| 3                                         | Кръстника (ш) поб. Златен прах (с Блу Мийни)                                                           | Индивидуален мач за Интерконтиненталната титла на WWF                              | 05:12 |
| 4                                         | Разбойниците на Новото време (Били Гън и Роуд Дог) поб. Джеф Джарет и Оуен Харт (с Дебра)              | Отборен мач за определяне #1 претенденти за Световните отборни титли на WWF        | 10:27 |
| 5                                         | Менкайнд поб. Грамадата                                                                                | Меле в котелното                                                                   | 07:50 |
| 6                                         | Трите Хикса (с Чайна) поб. Екс Пак                                                                     | Индивидуален мач                                                                   | 19:19 |
| 7                                         | Гробаря (с Пол Беърър) поб. Кен Шамрок                                                                 | Индивидуален мач                                                                   | 18:53 |
| 8                                         | Ледения Стив Остин (ш) поб. Скалата                                                                    | Мач без дисквалификации за Титлата на WWF с Шейн Макмеън като специален гост съдия | 17:10 |
| - (ш) – указва шампиона/шампионите в мача | |                                                                                    |       |